# Élections présidentielles en Colombie
Les élections présidentielles en Colombie sont des élections organisées en Colombie et dans les entités qui l'ont précédée en vue de la désignation du président et éventuellement du vice-président (le poste a disparu puis a réapparu au gré des changements constitutionnels).

## Liste
| Constitution                        | Élection | Date                     | Élu | Élu                                  | Candidats (parti) | Observations |
| ----------------------------------- | -------- | ------------------------ | --- | ------------------------------------ | --- | ------------ |
| 1832 République de Nouvelle-Grenade | 1833     |                          |     | Francisco de Paula Santander 89,32 % | - Francisco de Paula Santander - Joaquín Mosquera |              |
| 1832 République de Nouvelle-Grenade | 1837     |                          |     | José Ignacio de Márquez 38,93 %      | - José Ignacio de Márquez (conservateur) - José María Obando (libéral) - Vicente Azuero (libéral) - Domingo Caycedo (conservateur) |              |
| 1832 République de Nouvelle-Grenade | 1841     |                          |     | Pedro Alcántara Herrán 36,69 %       | - Pedro Alcántara Herrán (conservateur) - Vicente Azuero (libéral) - Eusebio Borrero (libéral) |              |
| 1843 République de Nouvelle-Grenade | 1845     |                          |     | Tomás Cipriano de Mosquera 45,79 %   | - Tomás Cipriano de Mosquera (conservateur) - Eusebio Borrero (libéral) - Rufino Cuervo (conservateur) |              |
| 1843 République de Nouvelle-Grenade | 1849     |                          |     | José Hilario López 42,82 %           | - José Hilario López (libéral) - Joaquín Gori (es) (conservateur) - Rufino Cuervo (es) (conservateur) - Mariano Ospina Rodríguez (conservateur) - Joaquín Barriga (es) (conservateur) - Florentino González (es) (libéral) - Eusebio Borrero (es) (conservateur) |              |
| 1853 République de Nouvelle-Grenade | 1853     |                          |     | José María Obando 77,09 %            | - José María Obando (libéral) - Tomás de Herrera (libéral) |              |
| 1853 République de Nouvelle-Grenade | 1857     |                          |     | Mariano Ospina Rodríguez 46,24 %     | - Mariano Ospina Rodríguez (conservateur) - Manuel Murillo Toro (libéral) - Tomás Cipriano de Mosquera (libéral/conservateur) |              |
| 1858 Confédération grenadine        | 1861     |                          |     | Julio Arboleda Pombo 73,25 %         | - Julio Arboleda Pombo (conservateur) - Pedro Alcántara Herrán (conservateur) |              |
| 1863 États-Unis de Colombie         | 1864     |                          |     | Manuel Murillo Toro 66,66 %          | - Manuel Murillo Toro (libéral (radical) - Santos Gutiérrez (libéral radical) - Tomás Cipriano de Mosquera (libéral modéré) |              |
| 1863 États-Unis de Colombie         | 1866     |                          |     | Tomás Cipriano de Mosquera 77,77 %   | - Tomás Cipriano de Mosquera (libéral modéré) - José Hilario López (libéral radical) - Pedro Justo Berrío (conservateur) |              |
| 1863 États-Unis de Colombie         | 1868     |                          |     | Santos Gutiérrez 66,66 %             | - Santos Gutiérrez (libéral radical) - Pedro Justo Berrío (conservateur) - Eustorgio Salgar (libéral mosqueriste) |              |
| 1863 États-Unis de Colombie         | 1870     |                          |     | Eustorgio Salgar 55,55 %             | - Eustorgio Salgar (libéral radical) - Tomás Cipriano de Mosquera (libéral modéré avec appui conservateur) - Pedro Alcántara Herrán (conservateur radical) |              |
| 1863 États-Unis de Colombie         | 1872     |                          |     | Manuel Murillo Toro 66,66 %          | - Manuel Murillo Toro (libéral radical) - Manuel María Mallarino (conservateur) - Julián Trujillo Largacha (libéral mosqueriste) |              |
| 1863 États-Unis de Colombie         | 1874     |                          |     | Santiago Pérez de Manosalbas 66,66 % | - Santiago Pérez de Manosalbas (libéral) - Julián Trujillo Largacha (libéral avec appui conservateur) |              |
| 1863 États-Unis de Colombie         | 1876     |                          |     | Aquileo Parra 55,55 %                | - Aquileo Parra (libéral radical) - Bartolomé Calvo (conservateur) - Rafael Núñez (libéral national) |              |
| 1863 États-Unis de Colombie         | 1878     |                          |     | Julián Trujillo Largacha 100 %       | - Julián Trujillo Largacha (libéral avec appui conservateur) |              |
| 1863 États-Unis de Colombie         | 1880     |                          |     | Rafael Núñez 77,77 %                 | - Rafael Núñez (libéral national avec appui conservateur) - Tomás Rengifo (libéral radical) |              |
| 1863 États-Unis de Colombie         | 1882     |                          |     | Francisco Javier Zaldúa 88,88 %      | - Francisco Javier Zaldúa (libéral avec appui conservateur) - Solón Wilches (es) (libéral radical) |              |
| 1863 États-Unis de Colombie         | 1884     |                          |     | Rafael Núñez 66,66 %                 | - Rafael Núñez (libéral national avec appui conservateur) - Solón Wilches (es) (libéral radical) |              |
| 1886 République de Colombie         | 1886     |                          |     |                                      | |              |
| 1886 République de Colombie         | 1892     |                          |     |                                      | |              |
| 1886 République de Colombie         | 1898     |                          |     |                                      | |              |
| 1886 République de Colombie         | 1904     |                          |     |                                      | |              |
| 1886 République de Colombie         | 1910     |                          |     |                                      | |              |
| 1886 République de Colombie         | 1914     |                          |     |                                      | |              |
| 1886 République de Colombie         | 1918     |                          |     |                                      | |              |
| 1886 République de Colombie         | 1922     |                          |     |                                      | |              |
| 1886 République de Colombie         | 1926     |                          |     |                                      | |              |
| 1886 République de Colombie         | 1930     |                          |     |                                      | |              |
| 1886 République de Colombie         | 1934     |                          |     |                                      | |              |
| 1886 République de Colombie         | 1938     |                          |     |                                      | |              |
| 1886 République de Colombie         | 1942     |                          |     |                                      | |              |
| 1886 République de Colombie         | 1946     |                          |     |                                      | |              |
| 1886 République de Colombie         | 1949     |                          |     |                                      | |              |
| 1886 République de Colombie         | 1958     |                          |     |                                      | |              |
| 1886 République de Colombie         | 1962     |                          |     |                                      | |              |
| 1886 République de Colombie         | 1966     |                          |     |                                      | |              |
| 1886 République de Colombie         | 1970     |                          |     |                                      | |              |
| 1886 République de Colombie         | 1974     |                          |     |                                      | |              |
| 1886 République de Colombie         | 1978     |                          |     |                                      | |              |
| 1886 République de Colombie         | 1982     |                          |     |                                      | |              |
| 1886 République de Colombie         | 1986     |                          |     |                                      | |              |
| 1886 République de Colombie         | 1990     |                          |     |                                      | |              |
| 1991 République de Colombie         | 1994     | 29 mai 1994 19 juin 1994 |     | Ernesto Samper 45,30 % 50,57 %       | - Ernesto Samper Pizano (Parti libéral) - Andrés Pastrana Arango (Nueva Fuerza Democrática) - Antonio Navarro Wolff (Compromiso Colombia) |              |
| 1991 République de Colombie         | 1998     | 31 mai 1998 21 juin 1998 |     | Andrés Pastrana 34,73 %50,39 %       | - Horacio Serpa Uribe (Parti libéral) - Andrés Pastrana Arango (Gran Alianza por el Cambio) - Noemí Sanín Posada (Sí, Colombia) - Harold Bedoya Pizarro (Fuerza Colombia) |              |
| 1991 République de Colombie         | 2002     | 26 mai 2002              |     | Álvaro Uribe Vélez 53,048 %          | - Álvaro Uribe Vélez (Colombie d'abord) - Horacio Serpa Uribe (Parti libéral) - Luis Eduardo Garzón (Pôle démocratique indépendant) - Noemí Sanín (Sí, Colombia) - Íngrid Betancourt (Oxígeno Verde) - Harold Bedoya Pizarro (Movimiento Fuerza Colombia) - Francisco Tovar Garcés (Movimiento Defensa Ciudadana) - Augusto Guillermo Lora (Movimiento 19 de Abril) - Álvaro Cristancho Toscano (Participación Comunitaria) - Guillermo Antonio Cardona (Mov. Comunal y Comunitario) - Rodolfo Rincón Sosa (Participación Comunitaria) |              |
| 1991 République de Colombie         | 2006     | 28 mai 2006              |     | Álvaro Uribe Vélez 62,35 %           | - Álvaro Uribe Vélez (Colombie d'abord) - Carlos Gaviria Díaz (Pôle démocratique alternatif) - Horacio Serpa Uribe (Parti libéral) - Antanas Mockus (Alliance sociale indigène) - Enrique Parejo González (Reconstrucción Democrática Nacional) - Álvaro Leyva (Movimiento Nacional de Reconciliación) - Carlos Rincón (Movimiento Comunal y Comunitario) |              |
| 1991 République de Colombie         | 2010     | 30 mai 2010 20 juin 2010 |     | Juan Manuel Santos 46,67 % 69,13 %   | - Juan Manuel Santos (Parti social d'unité nationale) - Antanas Mockus (Parti vert) - Germán Vargas Lleras (Changement radical) - Gustavo Petro (Pôle démocratique alternatif) - Noemí Sanín (Parti conservateur) - Rafael Pardo (Parti libéral) - Róbinson Alexander Devia (Movimiento La Voz de la Consciencia) - Jairo Calderón (Partido Político Apertura Liberal) - Jaime Araújo Rentería (Alianza Social Afrocolombiana) |              |
| 1991 République de Colombie         | 2014     | 25 mai 2014 14 juin 2014 |     | Juan Manuel Santos 25,69 % 50,98 %   | - Juan Manuel Santos (Parti social d'unité nationale) - Óscar Iván Zuluaga (Centre démocratique) - Marta Lucía Ramírez (Parti conservateur) - Clara López (Pôle démocratique alternatif) - Enrique Peñalosa (Alliance verte) |              |
| 1991 République de Colombie         | 2018     | 27 mai 2018 17 juin 2018 |     | Iván Duque 39,14 % 53,98 %           | - Iván Duque (Centre démocratique) - Gustavo Petro (Mouvement progressiste) - Sergio Fajardo (Engagement citoyen) - Germán Vargas Lleras (Changement radical) - Humberto De la Calle - Jorge Antonio Trujillo - Viviane Morales |              |
| 1991 République de Colombie         | 2022     | 29 mai 2022 19 juin 2022 |     |                                      | |              |